# Viking terjeszkedés

Viking terjeszkedés Európában

A viking terjeszkedés az a történelmi mozgalom volt, amely az északi felfedezőket, kereskedőket és harcosokat – ez utóbbiakat a modern tudományban vikingeknek nevezik – arra késztette, hogy az Atlanti-óceán északi részének nagy részét bejárják, délre Észak-Afrikáig, keletre pedig Oroszországig, a Földközi-tengeren keresztül pedig Konstantinápolyig és a Közel-Keletig hajózzanak, fosztogatóként, kereskedőként, telepesként és zsoldosként tevékenykedve. Nyugaton a vikingek Leif Erikson, Vörös Erik örököse vezetésével elérték Észak-Amerikát, és rövid életű települést hoztak létre a mai L'Anse aux Meadowsban, Új-Fundlandon, Kanadában. Hosszabb ideig tartó és tartósabb északi települések jöttek létre Grönlandon, Izlandon, a Feröer-szigeteken, Oroszországban, Ukrajnában, Nagy-Britanniában, Írországban, Normandiában és Szicíliában.

## A terjeszkedés oka
A történészek sokat vitatkoznak arról, hogy mi vezette a vikingeket terjeszkedéshez.
A kutatók szerint a vikingek eredetileg talán azért kezdtek el hajózni és portyázni, mert idegen földön élő nőket kerestek. A koncepciót a 11. században Saint-Quentin-i Dudo történész fogalmazta meg a félig-meddig fantáziadús A normannok története című alkotásában. A gazdag és befolyásos viking férfiaknak általában sok feleségük és ágyasuk volt, és ezen többnejűségi kapcsolatok az átlagos viking férfiak számára a megfelelő nők hiányát eredményezhették. Emiatt az átlagos viking férfi arra kényszerülhetett, hogy a gazdagság és a hatalom megszerzése érdekében kockázatosabb cselekedeteket hajtson végre, hogy megfelelő nőket találjon. A viking férfiak gyakran vásároltak vagy fogtak el nőket, hogy feleségükké vagy ágyasaikká tegyék őket. A többnejűség növeli a férfiak közötti társadalmi versenyt, mivel olyan hajadon férfiakból álló csoportot hoz létre, akik hajlandóak kockázatos státusznövelő és párkereső magatartást tanúsítani. Az Ulsteri Évkönyvek szerint 821-ben a vikingek kifosztottak egy ír falut, és "nagyszámú nőt hurcoltak el fogságba".
Egy másik elmélet szerint ez egy bosszúhadjárat volt a kontinentális európaiak ellen a vikingekkel és rokon népekkel szembeni korábbi agressziók miatt, különösen Nagy Károly azon hadjárata miatt, amelynek célja az volt, hogy a szász pogányokat kereszténységre térítse azzal a fenyegetéssel, hogy megöli azokat, akik nem hajlandók megkeresztelkedni. Azok, akik ezt a magyarázatot támogatják, rámutatnak, hogy a kereszténység behatolása Skandináviába komoly konfliktusokat okozott, és majdnem egy évszázadon át megosztotta Norvégiát. A viking támadások első célpontja azonban nem a Frank Királyság, hanem az angliai keresztény kolostorok voltak. Peter Sawyer történész szerint ezeket azért fosztogatták, mert a gazdagság központjai voltak, illetve gazdaságaik jól felszereltek, nem pedig vallási okokból.

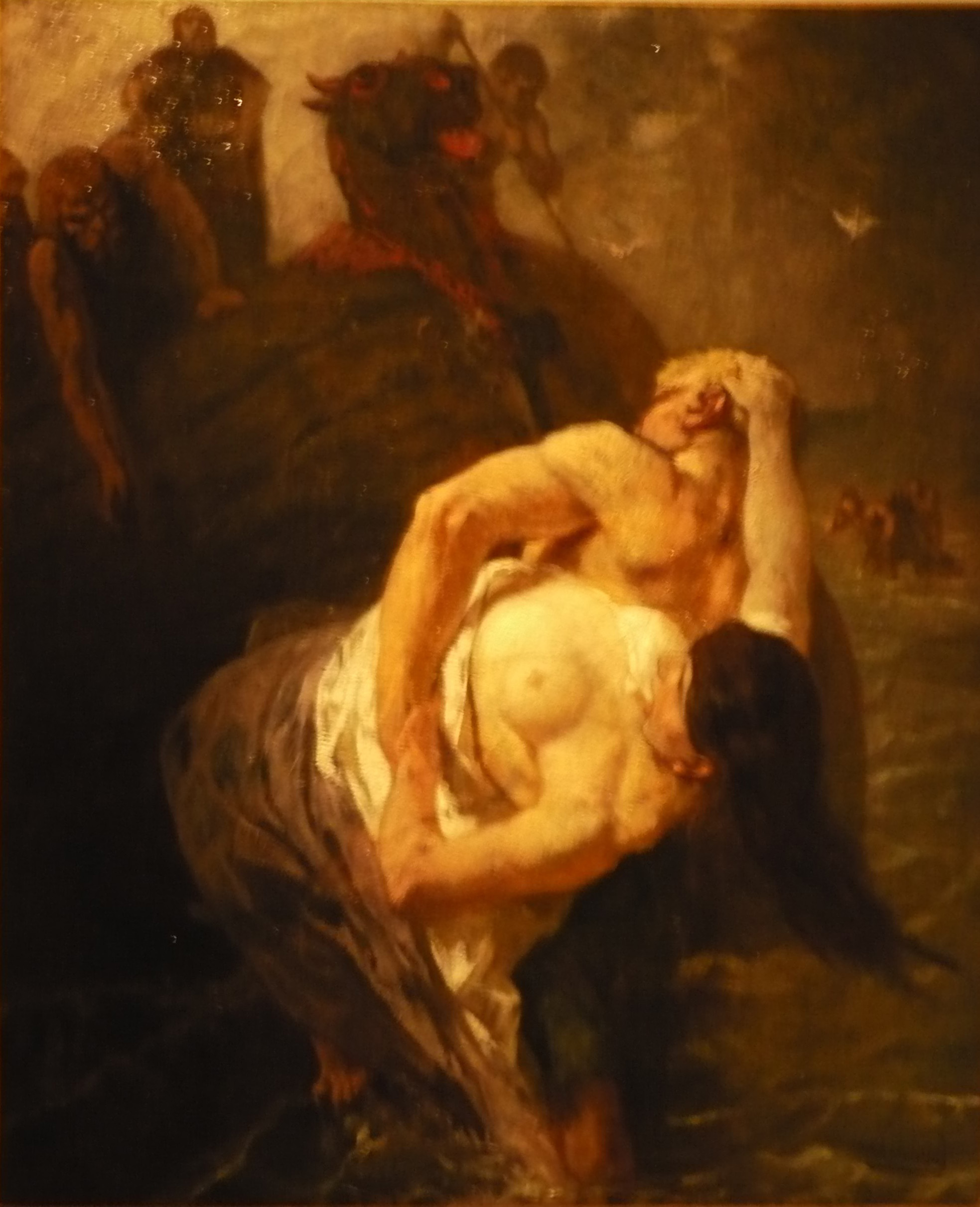
A vikingek ábrázolása egy nő elrablásáról. A viking férfiak gyakran raboltak el idegen nőket házasság vagy ágyasság céljából az általuk kifosztott területekről. Évariste Vital Luminais francia festő készítette a 19. században.

Egy másik elképzelés szerint a viking népesség meghaladta hazájuk mezőgazdasági potenciálját. Ez igaz lehetett Nyugat-Norvégiára, ahol kevés volt a tartalék földterület; az azonban valószínűtlen, hogy Skandinávia többi részén éhínség uralkodott volna.
Egyes kutatók szerint a viking terjeszkedés hátterében a fiatalok demográfiai túlsúlya állt: mivel a család legidősebb fia általában a család teljes vagyonát örökölte, a fiatalabb fiúknak kivándorlással vagy portyázással kellett keresniük a szerencséjüket. Peter Sawyer szerint a vikingek többsége inkább a több föld birtoklásának vonzereje miatt vándorolt ki, mintsem a birtoklás szükségessége miatt.
Nem sikerült azonban egyértelműen kimutatni, hogy ebben az időszakban nőtt volna a népesség, nőtt volna a fiatalok száma, vagy csökkent volna a mezőgazdasági termelés. Az sem világos, hogy az ilyen nyomás miért vezetett a tengerentúlra való terjeszkedéshez, ahelyett, hogy a Skandináv-félsziget belsejében lévő hatalmas, műveletlen erdőterületekre terjeszkedtek volna, bár talán a kivándorlás vagy a tengeri portyázás könnyebb vagy jövedelmezőbb lehetett, mint a nagy erdőterületek irtása mezőgazdasági és legeltetési célokra egy olyan régióban, ahol a vegetációs időszak korlátozott.
Az is lehetséges, hogy a régi kereskedelmi útvonalak jövedelmezőségének csökkenése arra késztette a vikingeket, hogy új, jövedelmezőbb útvonalakat keressenek. A Nyugat-Európa és Eurázsia többi része közötti kereskedelem szenvedhetett, miután a Római Birodalom az 5. században elvesztette nyugati tartományait, és az iszlám 7. századi terjeszkedése csökkenthette a Nyugat-Európán belüli kereskedelmi lehetőségeket azáltal, hogy a Selyemút mentén átirányította az erőforrásokat. A kereskedelem a Földközi-tenger térségében a történelem legalacsonyabb szintjén volt, amikor a vikingek megkezdték terjeszkedésüket. A viking terjeszkedés új kereskedelmi útvonalakat nyitott meg az arab és frank területeken, és átvette az ellenőrzést a korábban a frízek által uralt kereskedelmi piacok felett, miután a frankok elpusztították a fríz flottát.
A vikingek európai terjeszkedésének egyik fő célja az ezüst megszerzése és az ezüsttel történő kereskedés volt. Bergen és Dublin még mindig fontos központjai az ezüstkészítésnek. A vikingkori ezüst kereskedelmi célú gyűjtésére példa a Galloway-i kincslelet.
A portyázások egyik fő motivációja a vikingek által a muszlim Közel-Keleten az Abbászida Kalifátussal folytatott nemzetközi rabszolga-kereskedelem volt, amely a muszlim világ rabszolgapiacát európai rabszolgákkal látta el, arab ezüstért cserébe. A viking portyák során Nyugat-Európában, például Írországban fogságba ejtett embereket a dublini rabszolgakereskedelmen keresztül el lehetett adni a mór Spanyolországnak. A rabszolgákat Haithabuba vagy Brännöbe is szállíthatták, majd a volgai kereskedelmi útvonalon keresztül Oroszországba, ahol a rabszolgákat és a szőrméket muszlim kereskedőknek adták el arab ezüst dirhamért és selyemért cserébe, amelyeket Birkában, Wollinban és Dublinban találtak; kezdetben ez az Európa és az Abbászida Kalifátus közötti kereskedelmi útvonal a Kazár Kaganátuson keresztül vezetett, de a 10. század elejétől kezdve a Volga-menti Bulgárián keresztül, majd onnan karavánnal Hvárezmbe, a közép-ázsiai számánidák rabszolgapiacára, végül Iránon keresztül az Abbászida Kalifátusba került.
A viking rabszolga-kereskedelem volt a forrása a Skandináviában talált arab dirham ezüstkincseknek, és legalább 786-tól 1009-ig működött, amikor is ilyen érméket találtak ott, és annyira jövedelmező lehetett, hogy hozzájárult a folyamatos viking portyázásokhoz Európában, amelyet a vikingek rabszolga utánpótlásként használtak az iszlám világgal folytatott kereskedelemhez. Ilyen leletek között említhetjük a Spillings kincsleletet és a Sundveda kincsleletet.

### Telepek demográfiai adatai

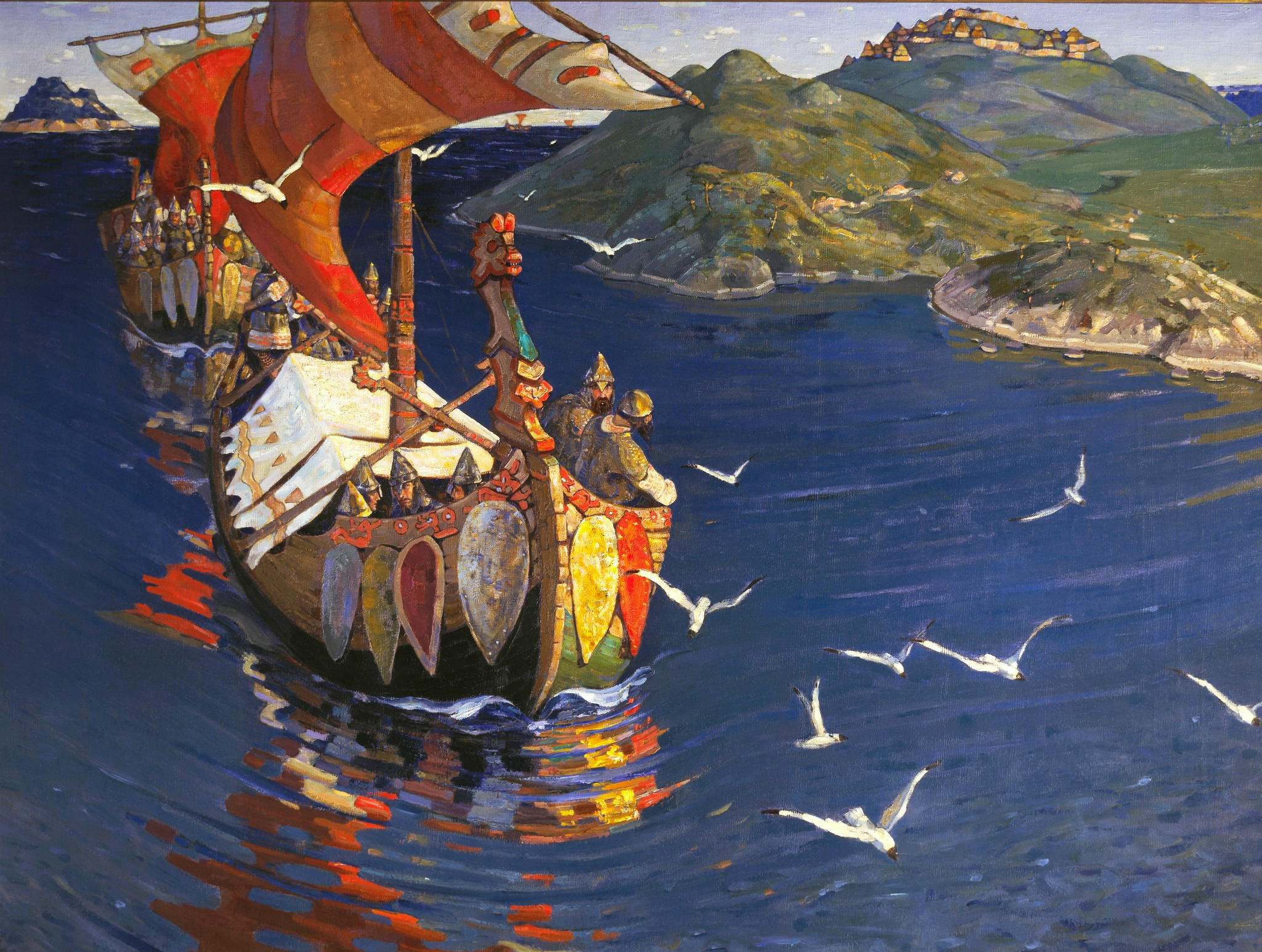
Tengerentúli látogatók (1901), Nicholas Roerich alkotása, amely egy viking portyát ábrázol. (varégok Kijevi Ruszban)

Az írországi és nagy-britanniai viking településekről úgy gondolják, hogy elsősorban férfiak által létrehozott vállalkozások voltak. Egyes sírok azonban közel egyenlő férfi/női eloszlást mutatnak. A nézeteltérés részben az osztályozás módszerének köszönhető. A korábbi régészet gyakran a temetkezési leletekből találta ki a biológiai nemet, míg a modern régészet a biológiai nem megállapításához csontvizsgálatot, a származás megállapításához pedig izotópelemzést használnak (DNS-mintavétel általában nem lehetséges). A Man-szigeti temetőben ebben az időszakban eltemetett férfiak neve főként északi eredetű volt, míg a nőké őslakos eredetű. Izland alapításáról szóló régi szövegekben az ír és brit nőkről is említést tesznek, ami arra utal, hogy a viking felfedezőket a Brit-szigetekről származó nők is elkísérték, akik vagy önként jöttek, vagy erőszakkal vitték őket magukkal. A Nyugati-szigetek és a Skye-sziget lakosságának genetikai vizsgálatai szintén azt mutatják, hogy a viking településeket főként férfi vikingek hozták létre, akik az említett helyek helyi lakosságából származó nőkkel párosodtak.
Azonban nem minden viking településen éltek elsősorban férfiak. A shetlandi népesség genetikai vizsgálatai arra utalnak, hogy a viking nőkből és férfiakból álló családi egységek a normálisak voltak az e területekre bevándorlók körében.
Ennek oka az lehet, hogy az olyan területek, mint a Shetland-szigetek, mivel közelebb voltak Skandináviához, alkalmasabb célpontok voltak a családi vándorlások számára, míg az északabbra és nyugatra fekvő határmenti települések alkalmasabbak voltak a független férfi telepesek csoportjai számára.

## Brit-szigetek

### Anglia

Anglia térképe 878-ban, Danelaw területet ábrázolva

II. Knut király területei 1014-1035. (Megjegyzendő, hogy Jemtland, Herjedalen, Idre és Særna norvég (ma svéd) területek nem szerepelnek ezen a térképen.

Beorhtric wessexi király (786-802) uralkodása alatt három "északi" hajó szállt partra a dorseti Portland-öbölben. A helyi ispán összetévesztette a vikingeket kereskedőkkel, és a közeli királyi birtokra irányította őket, de a látogatók megölték őt és az embereit. 793. június 8-án "a pogányok pusztítása nyomorúságosan meggyalázta Isten templomát Lindisfarne-ban, fosztogatással és mészárlással". A 12. századi angol-normann krónikás, Durhami Simeon szerint a fosztogatók megölték az itt lakó szerzeteseket, vagy a tengerbe dobták őket, hogy megfulladjanak, vagy rabszolgaként vitték el őket – a templom kincseinek egy részével együtt. 875-ben, miután a szerzetesek nyolc évtizedig tartó, ismétlődő viking támadásoknak voltak kitéve, Szent Cuthbert ereklyéit magukkal víve elmenekültek Lindisfarne-ból.
Az Angolszász krónika szerint 794-ben egy kisebb viking flotta megtámadott egy gazdag kolostort Jarrowban. A vikingek a vártnál nagyobb ellenállásba ütköztek: vezetőiket megölték. A fosztogatók elmenekültek, de hajóikat Tynemouthban partra vetették, a legénységet pedig a helyiek megölték. Ez volt az egyik utolsó támadás Anglia ellen körülbelül 40 évig. A vikingek ehelyett Írországra és Skóciára összpontosítottak.
865-ben egy addig összehangolatlan, túlnyomórészt dán vikingekből álló csapat nagy sereggé egyesült, és partra szállt Kelet-Angliában. Az Angolszász krónika ezt a haderőt Nagy Pogány Hadsereg (mycel hæþen here) néven írta le, és azt írta, hogy Csonttalan Ivar és Halfdan Ragnarsson vezette. A sereg átkelt Közép-Anglián Northumbria felé, és elfoglalta Yorkot (Jorvik). 871-ben a Nagy Pogány Hadsereget egy másik dán haderő, a Guthrum vezette Nagy Nyári Hadsereg erősítette meg. 875-ben a Nagy Pogány Hadsereg két csapatra szakadt, Guthrum az egyiket visszavezette Wessexbe, Halfdan pedig északra vitte követőit. Aztán 876-ban Halfdan szétosztotta a Tees folyótól délre fekvő northumbriai földeket az emberei között, akik "felszántották a földet és eltartották magukat", megalapítva a később Danelaw néven ismert területet.
A legtöbb angol királyság, mivel zűrzavarban volt, nem tudott szembeszállni a vikingekkel, de Alfréd wessexi király 878-ban az edingtoni csatában legyőzte Guthrum seregét. Ugyanebben az évben következett a wedmorei szerződés. Ezt követően 886-ban köttetett Alfréd és Guthrum szerződése. Ezek a szerződések hivatalossá tették az angol királyságok és a viking Danelaw területének határait, és rendelkeztek az angolok és a vikingek közötti békés kapcsolatokról. E szerződések ellenére a konfliktusok folyamatosan folytatódtak. Alfréd és utódai azonban végül visszaszorították a viking határokat, és visszafoglalták Yorkot.
A vikingek új hulláma 947-ben jelent meg Angliában, amikor Véresbárdú Erik elfoglalta Yorkot. A viking jelenlét Nagy Knut dán király (Anglia királyaként uralkodott : 1016-1035) uralkodásának idején is folytatódott, majd örökösödési viták sorozata gyengítette Knut örököseinek hatalmi pozícióját.
Amikor 1066-ban Eduárd király meghalt, Keménykezű Harald norvég király kihívta utódját, Harold Godwinsont Anglia királyaként. Harold megölte Haraldot, norvég seregét pedig legyőzte 1066. szeptember 25-én a Stamford Bridge-i csatában. Harold Godwinson maga is meghalt, amikor a normann Hódító Vilmos 1066 októberében a hastingsi csatában legyőzte az angol sereget. Vilmost 1066. december 25-én Anglia királyává koronázták; azonban több évnek kellett eltelnie, mire a királyságot teljes mértékben az irányítása alá tudta vonni. 1070-ben Svend Estridsson dán király egy sereggel felhajózott a Humber folyón, hogy támogassa Edgárt, az angol királyi család utolsó életben maradt férfi tagját. Miután azonban elfoglalta Yorkot, Svend elfogadta Vilmos fizetségét, hogy elhagyja Edgárt. Öt évvel később Svend egyik fia Angliába hajózott, hogy támogasson egy újabb angol lázadást, de azt még az expedíció megérkezése előtt leverték, így megelégedtek York városának és környékének kifosztásával, mielőtt hazatértek volna.
1085-ben Svend fia, a mostani IV. Knut dán király nagyszabású inváziót tervezett Anglia ellen, de az összegyűjtött flotta soha nem indult el. Ezt követően nem került sor további komolyabb dán invázióra Anglia ellen. Némi portyázásra került sor István uralkodásának zavaros időszakában, amikor II. Eystein norvég király a polgárháborút kihasználva kifosztotta Anglia keleti partvidékét, ahol 1152-ben kifosztották a Durham megyei Hartlepoolt és a yorkshire-i Whitbyt. Ezek a portyázások jelentették a viking korszak végét Angliában.

### Skócia

A Man-sziget és a Hebridák Királyságának és az orkney-i jarl tartományának térképe

A nyugati parton fekvő Iona kolostorát 794-ben támadták meg először, majd ötven évvel később, több pusztító támadás után el kellett hagyni. Bár a legkorábbi időszakból kevés feljegyzés maradt fenn, úgy vélik, hogy a skandinávok skóciai jelenléte a 830-as években erősödött meg.
A Skóciától északra és nyugatra fekvő szigeteket a norvég vikingek erősen gyarmatosították. Shetland, Orkney és a Hebridák norvég ellenőrzés alá kerültek, néha a norvég király hűbérbirtokaként, máskor pedig különálló egységként, változóan a Szigetek Királyai (később a Man és a Hebridák királyai), illetve az orkney-i jarl uralma alatt. Ezek közül utolsóként Shetland és Orkney 1468-ban került Skóciához.

### Wales
A viking kolóniák nem voltak annyira jellemzőek Walesre, mint a Brit-szigetek más népeire. Ezt hagyományosan a korabeli walesi királyok, különösen Nagy Rhodri erős egyesült erőinek tulajdonítják. Így a vikingek nem tudtak Walesben államokat vagy telepeket létrehozni, és nagyrészt a portyázásra és a kereskedelemre szorítkoztak.
A feljegyzések szerint a dánok 854-ben rajtaütöttek Anglesey-n. A walesi feljegyzések szerint két évvel később Nagy Rhodri fontos győzelmet aratott itt, és megölte a dán vezetőt, Gorm királyt. A Hercegek Krónikája (Brut y Tywysogion) 872-ben Rhodri két további győzelmét jegyzi fel. Az első csata egy Bangolau vagy Bann Guolou vagy Bannoleu nevű helyen zajlott, ahol a vikingeket Angleseyben ismét legyőzték "kemény csatában". A második csatában, Manegidnél vagy Enegydnél, a feljegyzések szerint a megmaradt vikingeket "elpusztították". A 893-as Angolszász Krónika feljegyzi, hogy a viking seregeket a nyugat-szászok és az észak-walesiek egyesített erői üldözték a Severn folyó mentén. Ez az egyesített sereg végül utolérte a vikingeket, majd a buttingtoni csatában legyőzte őket.

#### Viking hatás az angol helynevekre Walesben
A korai normannok Walesben osztoztak a vikingek tengeri történelmén, és származásukat ugyanahhoz a portyázó és letelepedő hullámhoz vezették vissza, amely a 9. században zaklatta a walesi partokat. Ennek eredményeként gyakran a viking eredetű neveket részesítették előnyben a kambro-normannok, és ezek kerültek be a közép-angol nyelvbe. Ez a hatás ma is megfigyelhető, hisz számos partmenti walesi hely angol neve viking eredetű, és nem kapcsolódik az eredeti walesi elnevezéshez.
A mai angol Anglesey (walesi: Ynys Môn) név skandináv eredetű, akárcsak a sziget számos jelentősebb partmenti földrajzi jellemzője. Hasonlóképpen viking eredetű az angol Caldey-sziget (walesi: Ynys Bŷr), Flat Holm (walesi: Ynys Echni) és Grassholm (walesi: Ynys Gwales) neve is. Wales második legnagyobb városának, Swansea-nek (walesi: Abertawe) az angol neve a hagyomány szerint egy viking kereskedelmi teleptől származik, amelyet állítólag Villásszakállú Svend alapított.Az eredeti óészaki neve, Sveinsey, jelentése Svend szigete vagy Svend öble. A Worm's Head-sziget (walesi: Ynys Weryn) neve az óészaki wurme szóból ered, amely kígyót vagy sárkányt jelent. Ez a viking hagyományokra utal, miszerint a kígyó Íralakú sziget egy alvó sárkányt formáz.

### Cornwall
Az Angolszász Krónika arról számolt be, hogy 833-ban pogányok (dánok) portyáztak a dorseti Charmouthban, majd 997-ben elpusztították a dartmoori Lydford városát, és 1001 és 1003 között elfoglalták a régi római várost, Exetert.
A cornwalliakat 936-ban az angol Æthelstan király leigázta, és a határt végül a Tamar folyónál állapították meg. A normann hódítás után a normannok Angliához csatolásáig a cornwalliak félig önállóak maradtak.

### Írország

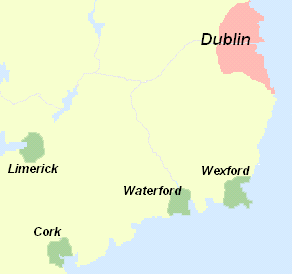
Az északi befolyás területei a 10. századi Írországban

795-ben kisebb viking csapatok kezdték el fosztogatni a gael Írország partjai mentén fekvő kolostori településeket. Az Ulsteri Évkönyvek szerint 821-ben a vikingek kifosztották Howth városát, és "nagyszámú nőt hurcoltak el fogságba". 840-től a vikingek megerősített táborokat (longphort) kezdtek építeni a tengerparton, és Írországban teleltek át. Az első táborok Dublinban és Linn Duachaillben voltak. Támadásaik egyre jelentősebbek lettek, és eljutottak belsőbb területekre és nagyobb kolostori településekre is, mint például Armagh, Clonmacnoise, Glendalough, Kells és Kildare városok, és kifosztották Brú na Bóinne ősi sírjait is. Turgesius viking vezér állítólag egész Írország középső részén portyázott, amíg I. Máel Sechnaill 845-ben meg nem ölte.
853-ban Amlaíb (Olaf) viking vezér lett Dublin első királya. Testvéreivel, Ímarral (valószínűleg Csonttalan Ivar) és Auisle-lel együtt uralkodott. A következő évtizedekben rendszeres háborúk folytak a vikingek és az írek között, valamint a vikingek két csoportja, a Dubgaill és Finngaill (sötét és világos idegenek) vikingek között. A vikingek rövid ideig különböző ír királyokkal is szövetkeztek riválisaik ellen. 866-ban Áed Findliath felégette az összes északi viking tábort, és soha nem sikerült állandó településeket létrehozniuk ebben a régióban. A vikingeket 902-ben elűzték Dublinból.
Az Ivar-ház (Uí Ímair) vezetésével 914-ben visszatértek. A következő nyolc év során a vikingek döntő csatákat nyertek az írek ellen, visszaszerezték az uralmat Dublin felett, és településeket alapítottak Waterfordban, Wexfordban, Corkban és Limerickben, amelyek Írország első nagyvárosai lettek. Fontos kereskedelmi csomópontok voltak, és a viking Dublinban zajló rabszolga-kereskedelem Nyugat-Európa legnagyobb rabszolgakikötői lettek, ahonnan eladhatták őket a mór Spanyolországnak.
Ezek a viking területek az írországi királyságok foltokban való megoszlásának részévé váltak. A vikingek keveredtek az írekkel, és átvették az ír kultúra elemeit, így kialakultak az északi-gaelek. Néhány dublini viking király a Szigetek és York királyságát is uralta; ilyen uralkodók közé tartozott Sihtric Cáech, Gothfrith ua Ímair, Olaf Guthfrithson és Olaf Cuaran. Selyemszakállú Sihtric "a művészetek pártfogója, az egyház jótevője és gazdasági újító" volt, aki Írország első pénzverdéjét Dublinban alapította.
980-ban III. Máel Sechnaill legyőzte a dublini vikingeket, és behódolásra kényszerítette őket. A következő harminc év alatt Brian Boru leigázta a viking területeket, és Írország főkirályává tette magát. A dublini vikingek Leinsterrel együtt kétszer is fellázadtak ellene, de a Glenmama (999) és a Clontarf (1014) csatában vereséget szenvedtek. A clontarfi csata után a dublini vikingek már nem tudták "egyedül fenyegetni Írország legerősebb királyainak hatalmát". Brian hatalomra jutását és a vikingekkel való konfliktusát Az írek háborúja az idegenekkel (Cogad Gáedel re Gallaib) című írásban örökítették meg.

## Európai kontinens

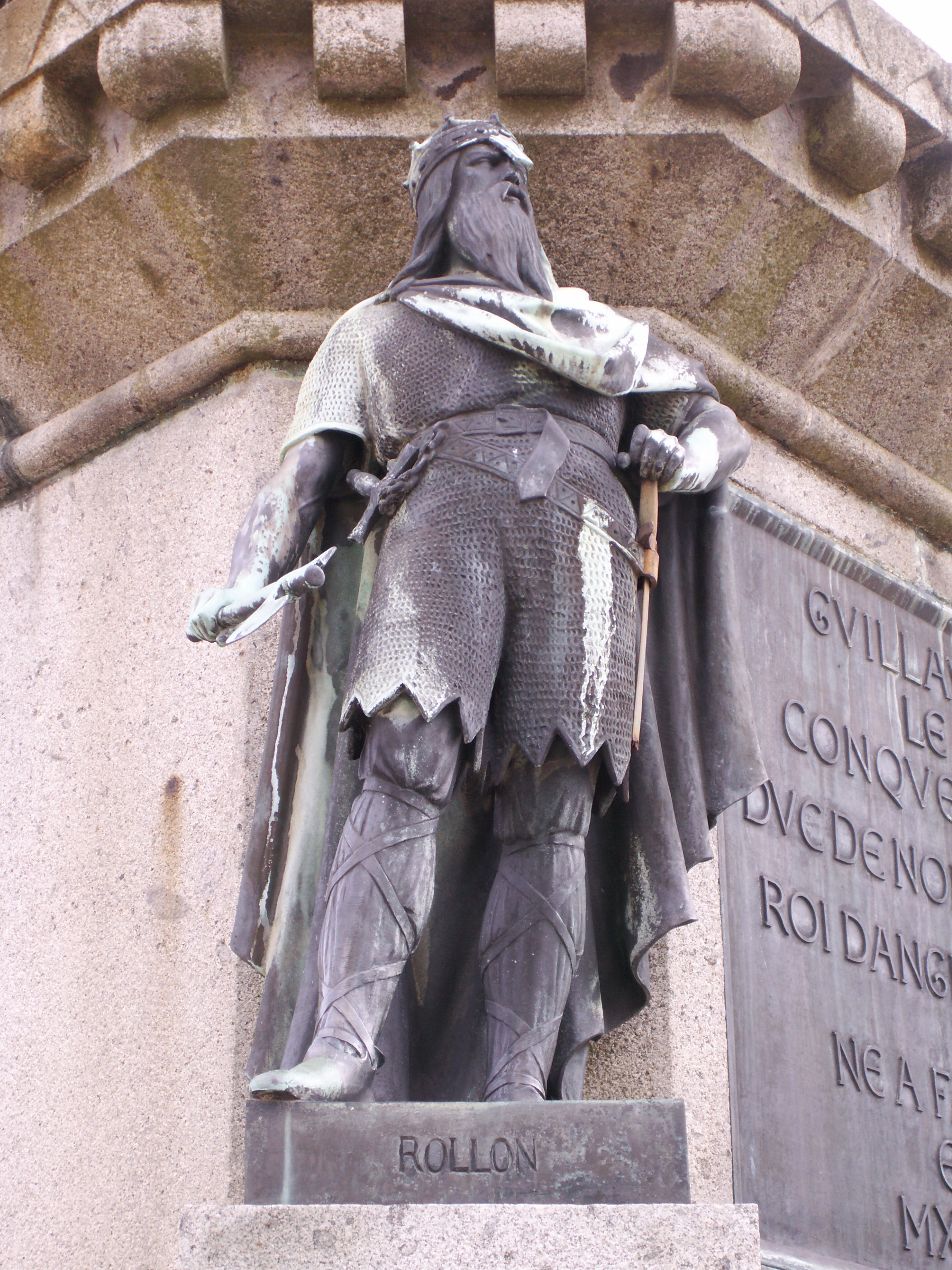
Rollo, Normandia hercegének szobra

### Normandia
Normandia neve a viking eredetre utal, a "Northmannia", azaz az északiak földje szóból.
A vikingek jelenléte Normandiában a 9. század közepétől kezdődött a Frank Birodalom területére irányuló portyákkal. A viking portyák mélyen behatoltak a frank területre, és számos jelentős város, például Rouen, Párizs és a Jumièges-i apátság kifosztását is magukban foglalták. Mivel Kopasz Károly frank király, majd később Együgyű Károly képtelen volt megakadályozni ezeket a viking betöréseket, arra kényszerült, hogy hatalmas ezüst- és aranyösszegeket ajánljon fel a további fosztogatások megakadályozására. Ezek a kifizetések rövid életűek voltak, és a dán fosztogatók mindig visszatértek még többért.
A Normandiai Hercegséget Rollo viking vezér számára hozták létre, miután megostromolta Párizst. Rollo 911-ben a Saint-Clair-sur-Epte-i szerződéssel a nyugati frankok királyának, Együgyű Károlynak a hűbérese lett. Ez a szerződés tette Rollót Rouen első normann grófjává. Ezenkívül Rollo megkeresztelkedett és feleségül vette Gislát, Károly törvénytelen lányát. Hódolatáért és hűségéért cserébe Rollo jogilag megkapta azt a területet, amelyet ő és viking szövetségesei korábban meghódítottak.
Rollo és követőinek leszármazottai átvették a helyi galloromán nyelveket, és keveredtek a terület eredeti lakóival. Ők lettek a normannok – a skandinávok és az őslakos frankok és gallok normann-francia nyelvű keveréke. Normandia nyelve erősen tükrözte a dán hatást, mivel sok szót (különösen a tengerészettel kapcsolatosakat) az ódán vagy óészaki nyelvből kölcsönöztek. A normann helynevekben a nyelvnél is erősebb az északi hatás. Ennek ellenére csak néhány régészeti nyomot találtak. A Szajna torkolata és Rouen között a Szajnából kikotort kardok, egy női viking sírja Pîtres-ben, két Thor-kalapács Saint-Pierre-de-Varengeville-ben és Sahurs-ban, valamint nemrégiben a Saint-Pierre-des-Fleurs-ben talált viking éremlelet.
Rollo leszármazottja, Hódító Vilmos lett Anglia királya, miután 1066 októberében a hastingsi csatában legyőzte Harold Godwinsont és seregét. Anglia királyaként megtartotta magának és leszármazottainak Normandia hűbérbirtokát. Az angol királyok igényt tartottak Normandiára, valamint más franciaországi birtokaikra, ami különböző vitákhoz vezetett a franciákkal. Ez Gascogne francia elkobzásában csúcsosodott ki, amely 1337-ben a százéves háború néven ismertté vált háborút váltotta ki.

### Nyugati- és Középső Frank Királyságok
A Nyugati- és Középső Frank Királyság súlyosabban szenvedett a 9. századi viking támadások során, mint a Keleti Frank Királyság. Kopasz Károly uralkodása egybeesett e portyák legrosszabbikával, bár a 864. évi pîtres-i ediktummal elrendelt egy királyi ellenőrzés alatt álló, állandó lovassági hadsereg felállítását, amelyet szükség esetén bármikor igénybe lehetett venni a betolakodók visszaverésére. Elrendelte továbbá megerősített hidak építését, hogy megakadályozza a szárazföldi portyákat.
Ennek ellenére a bretonok szövetségre léptek a vikingekkel, és Robert, Neustria őrgrófja, valamint Ranulf aquitániai herceg 865-ben meghalt a brissarthe-i csatában. A vikingek a polgárháborúkat is kihasználták, amelyek Károly uralkodásának első éveiben pusztítottak az Aquitániai Hercegségben. A 840-es években II. Pipin a vikingeket hívta segítségül Károly ellen, akik a Garonne torkolatánál telepedtek le, akárcsak a Loire mellett. Gascogne két hercege, II. Séguin és I. Vilmos is Bordeaux védelmében halt meg a viking támadásoktól. Egy későbbi herceg, Mitarra Sancho, még az Adour torkolatánál, Bayonne közelében is letelepedett, ezzel előrevetítve Együgyű Károly és a Saint-Clair-sur-Epte-i szerződés cselekedetét, amelynek következtében a vikingeket Rouen-ban telepítették le, és létrejött Normandia, mint védvonal más vikingek ellen.
A 9. és 10. században a vikingek portyáztak a németalföldi folyók mentén fekvő, nagyrészt védtelen fríz és frank városokban. Bár a vikingek soha nem telepedtek le nagy számban ezeken a területeken, hosszú távú támaszpontokat hoztak létre, és néhány esetben még urakként is elismerték őket. Bázist létesítettek Saint-Florent-le-Vieil-ben a Loire torkolatánál, Charente megye közepén Taillebourgban, Bayonne környékén az Adour partján, Noirmoutier-ben és nyilvánvalóan a Szajna mentén a későbbi Normandiában.
Antwerpenben 836-ban rajtaütöttek. Később Gent, Kortrijk, Tournai, Leuven, valamint a Maas, a Rajna, a Rupel és e folyók mellékfolyói körüli területek ellen indítottak támadást. A rajtaütéseket az Asseltben, Walcherenben, Wieringenben és Eltenbergben (vagy Elterbergben, egy Elten melletti kis dombon) létesített támaszpontokról hajtották végre. A holland és a fríz történelmi hagyomány szerint Dorestad kereskedelmi központ a viking portyák után, 834 és 863 között hanyatlott. Mivel azonban a helyszínen nem találtak meggyőző viking régészeti bizonyítékokat (2007-ben), az utóbbi években egyre nagyobbak a kétségek ezzel kapcsolatban.
Az egyik legjelentősebb viking család Németalföldön a Dorestadi Rorik (székhelye Wieringen) és testvére, Harald (székhelye Walcheren) volt. 850-ben Rorik unokaöccsével, Godfrid Haraldssonnal együtt Lothár ellen vonultak, és megrohanták Dorestadot. I. Lothár elismerte Rorikot Frízföld nagy részének uralkodójaként. Rorikot 870-ben Kopasz Károly fogadta be Nijmegenben, akinek hűbérese lett. A viking portyázások ebben az időszakban is folytatódtak. Harald fiát, Rodulfot és embereit 873-ban Oostergo népe megölte. Rorik valamikor 882 előtt halt meg.
A Németalföldön találtak eltemetett, főként ezüstből álló viking kincseket. Wieringenben két ilyen kincset. Az 1996-ban Wieringenben talált nagyméretű kincs 850 körülről származik, és úgy gondolják, hogy talán Rorikhoz köthető. Egy ilyen értékes kincs eltemetése arra utal, hogy Wieringenben állandó település volt.
879 körül Godofréd egy nagy hadsereg élén érkezett a fríz földekre, amely rettegésben tartotta a Németalföldet. Gentet bázisként használva feldúlták azt, majd Maastrichtot, Liège-t, Stavelot-t, Prümöt, Köln és Koblenz városát is. 885-ben bekövetkezett halálkor, mivel 882-re Frízia nagy részét uralta, Godofréd Frízia hercege néven vált ismertté a történelemben. Frízia feletti uralmát Kövér Károly is elismerte, akinek hűbérese lett. 882-ben a frankok egy viking tábort ostromoltak a fríziai Asseltben. Bár a vikingeket fegyverrel nem kényszerítették táboruk elhagyására, kénytelenek voltak olyan megállapodásra jutni, amelyben vezetőjüket, Godofrédot keresztény hitre térítették. Godofrédot 885-ben meggyilkolták, ami után Gerulf vette át a főuraságot, és a vikingek uralma Frízföldön véget ért.
A vikingek több mint egy évszázadon át folytatták a portyázást a Németalföldön. Zutphenben és Deventerben 880 és 890 közötti viking támadások maradványait találták meg. Az utolsó támadásokra 1006-ban Tielben és 1007-ben Utrechtben került sor.

### Ibériai-félsziget

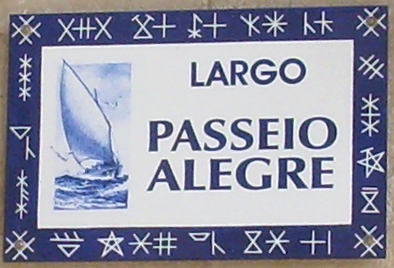
Egy utca tábla Póvoa de Varzimból, Portugáliából, Siglas poveiras felirattal (helyi családok neveivel), amelyek a skandináv Bomärken-hez kapcsolódnak. A rajzolt hajó egy Lancha Poveira, amit egyes kutatók szerint a tipikus viking hajóból származtatnak.

Nyugat-Európa többi részéhez képest úgy tűnik, hogy az Ibériai-félszigetet kevéssé érintette a vikingek tevékenysége, sem a keresztény északi, sem a muzulmán déli részen. A vikingek néhány ibériai portyájukat az Asztúriai Királyság vagy az emírségek seregei verték le.
Az ibériai vikingekről szóló ismeretek főként írásos beszámolókon alapulnak, amelyek közül sok jóval későbbi, mint az események, amelyeket leírnak, és gyakran nem egyértelműek az általuk említett fosztogatók származását vagy etnikai hovatartozását illetően. Kevés lehetséges régészeti bizonyíték került napvilágra, de a kutatás ezen a területen még folyamatban van. Úgy tűnik, hogy a vikingek tevékenysége az Ibériai-félszigeten a kilencedik század közepe táján kezdődött, a korábbi kilencedik században Frankföldön végrehajtott portyáik és ottani támaszpontjaik folytatásaként, de akár a vikingek ott is telelhettek, egyelőre nincs bizonyíték a kereskedelemre vagy letelepedésre.
A legkiemelkedőbb és valószínűleg legjelentősebb esemény egy 844-es portyázás volt, amikor a vikingek behatoltak a Garonne folyóra, és megtámadták Galíciát és Asztúriát. Amikor a vikingek támadása elérte La Coruñát, I. Ramiro király seregével találkoztak, és súlyos vereséget szenvedtek. A vikingek sok áldozatot a galíciaiak ballistái (erős torziós meghajtású lövedékes fegyverek, amelyek inkább óriási nyílpuskákra hasonlítottak) okoztak. A vikingek hetven hosszúhajóját a parton elfogták és elégették.
Ezután dél felé haladtak, és rajtaütöttek Lisszabonon és Sevillán. Úgy tűnik, hogy ez a sevillai viking rajtaütés egy jelentős támadás volt.
A 859 és 861 közötti időszakban újabb viking portyázások történtek, amelyeket egyetlen csapat hajtott végre. A kései forrásokban található néhány részletesen kidolgozott történet ellenére kevés biztosat tudunk ezekről a támadásokról. Az Észak-Ibériában és Andaluszban végrehajtott portyák után, úgy tűnik, hogy a vikingek más mediterrán célpontokat is megostromoltak – valószínűleg, de nem biztos, hogy Itáliát, Alexandriát és Konstantinápolyt is beleértve –, és talán Franciaországban teleltek át. Ilyen portyák közül az egyik 859-ben García Íñiguez elfogásával és egy túlzott váltságdíjjal végződött.
A vikingek ibériai tevékenységére vonatkozó bizonyítékok a 860-as évek után eltűnnek, egészen a 960-70-es évekig, amikor számos forrás, köztük Saint-Quentin-i Dudo, Ibn Ḥayyān és Ibn Idhārī valamint számos keresztény ibériai oklevél, bár egyenként megbízhatatlanok, együttesen meggyőző bizonyítékot szolgáltatnak a 960-as és 970-es évekbeli ibériai viking támadásokra.
A Madeirán talált X. vagy XI. századi egércsontdarabok, valamint a madeirai egerek mitokondriális DNS-e arra utal, hogy vikingek is érkeztek Madeirára (egereket hozva magukkal), jóval azelőtt, hogy a szigetet Portugália gyarmatosította volna.
Az ibériai kisebb viking támadásokra vonatkozó, meglehetősen kiterjedt bizonyítékok a XI. század elejére vonatkozóan későbbi elbeszélésekben (beleértve néhány izlandi mondát) és észak-ibériai oklevelekben is folytatódnak. A viking korszak végéhez közeledve a skandinávoknak és a normannoknak továbbra is alkalmuk nyílt arra, hogy a Szentföldre tartó zarándoklat vagy keresztes hadjárat során, illetve a Földközi-tengeri normann hódításokkal összefüggésben a félszigeten portyázzanak . A saga-irodalomban Jeruzsálemjáró Sigurd (Norvégia királya 1103-1130) és Rögnvald Kali Kolsson a legfontosabb példák.

### Itália és Szicília
860 körül Noirmoutier-i Ermentarius és a St-Bertin-i Évkönyvek korabeli bizonyítékot szolgáltatnak arra, hogy a frank területeken letelepedett vikingek Ibériába, majd onnan Itáliába indultak.
Három vagy négy XI. századi svéd rúnakő említi Itáliát, olyan harcosoknak állítva emléket, akik "Langbarðaland"-ban (Longobárdia óészaki neve), Dél-Itáliában haltak meg. Egyértelműnek tűnik, hogy ezek a férfiak nem normannok, hanem Bizáncért harcoló varég zsoldosok voltak. A varégokat először talán már 936-ban zsoldosként vetették be Itáliában az arabok ellen.
Később több angol-dán és norvég nemes is részt vett Dél-Itália normann hódításában. Úgy tűnik, hogy Keménykezű Harald, aki később Norvégia királya lett, részt vett Szicília 1038 és 1040 közötti normann hódításában, Vaskezű Vilmos vezetésével, aki a Vaskezű nevet azzal nyerte el, hogy egyszemélyes harcban legyőzte a siracusai emírt, valamint egy lombard katonai különítményt, amelyet Arduin vezetett. Edgar Ætheling, aki 1086-ban elhagyta Angliát, ott csatlakozott hozzájuk, míg Ferdenyakú Erling jarl a szicíliai arabok elleni csatában nyerte el a nevét nyaki sérülésének köszönhetően ("skakke" jelentése ferde). Másrészt sok angol-dán lázadó, akik Hódító Vilmos elől menekültek, csatlakozott a bizánciakhoz a dél-itáliai Guiscard Róbert, Apulia hercege elleni harcban.
1109 tavaszán, amint arról Snorri Sturluson Heimskringla és Morkinskinna című alkotásai beszámolnak, I. Sigurd norvég király, és egész viking kísérete megérkezett Szicíliába (Sikileyjar), ahol palermoi várában fogadta őket Hautville II. Roger, aki akkor még csak 13-14 éves volt. A norvég uralkodó hosszú ideig tartózkodott Roger palermoi udvarában. Ebből az alkalomból Sigurd trónra ültette Rogert, kikiáltva őt Szicília királyának. Ezzel meghatározta a szicíliai királyok keletkezését és leszármazását Odintól, a skandináv dinasztiák ősatyjától. Körülbelül 20 évvel később II. Rogert ismét királlyá kiáltották ki és iktatták be, 1130-ban megalapították a Szicíliai Királyságot, és ugyanebben az évben Sigurd meghalt.

### Kelet Európa

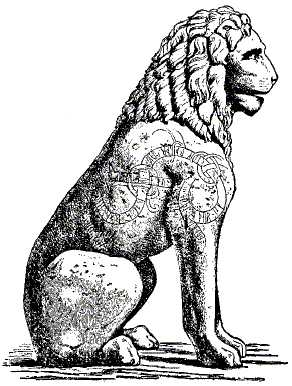
A görögországi Athénban svéd vikingek rovásírásos feliratot írtak a pireuszi oroszlánra.

A vikingek a Balti-tenger partvidékén és a belvízi folyók mentén telepedtek le a mai orosz területeken, például Staraja Ladoga, Novgorod és a Bizánci Birodalomba vezető főbb vízi utak mentén.
A varégok (vagy varjágok) (oroszul, ukránul: Варяги, Varyagi), akiket néha keleti-vikingekként is emlegetnek, skandinávok voltak, akik kelet és dél felé vándoroltak a mai Oroszország, Fehéroroszország és Ukrajna területén keresztül, főként a 9-10. században. Kereskedelemmel, gyarmatosítással, kalózkodással és zsoldostevékenységgel foglalkozva bejárták a Garðaríki (óészaki kifejezés a ruszok által lakott területekre) folyórendszereket és kikötőket, eljutottak a Kaszpi-tengerhez és Konstantinápolyba, ahol letelepedtek.
A varégok igazi szerepvállalására állítólag azután került sor, hogy a térség szláv törzsei felkérték őket, hogy jöjjenek és teremtsenek rendet, mivel ezek a törzsek állandó háborúskodást folytattak egymás között ("Országunk gazdag és hatalmas, de rendetlenség tépázza. Jöjjetek, kormányozzatok és uralkodjatok rajtunk!"). A törzsek egyesültek, és Rurik, a varégok egyik vezetője vezetésével uralkodtak. Rurik utódai meghódították Kijevet, és ellenőrzésük alá vonták a Novgorodtól a Dnyeperen keresztül a Fekete-tengerig húzódó kereskedelmi útvonalat. Ez a Rurik-dinasztia 1598-ig tartotta fenn a Kijevi Rusz, majd később a Moszkvai Nagyfejedelemség feletti uralmát.

### A Kaukázus és Grúzia
Világjáró Ingvar 1036 és 1042 között Iránba és a Kaukázus felé vezetett expedíciókat. Utazásait az Ingvar-kövek rögzítik.
1036 körül a Rioni folyónál fekvő Bashi falu közelében megjelentek a varéngok, hogy állandó viking települést hozzanak létre Grúziában. A Grúz krónikák 3000 férfiként írták le őket, akik Skandináviából a mai Oroszországon keresztül, a Dnyeper folyón lefelé és a Fekete-tengeren át evezve utaztak. IV Bagrat király szívesen látta őket Grúziában, és néhányukat befogadta a grúz hadseregbe. Több száz viking harcolt Bagrat oldalán az 1042-es sasireti csatában.

## Északi-Atlanti-óceán

### Izland
- Iotun-heimar (Jotunheim)
- Riseland (Risik földje)
- Grönlandia (Grönland)
- Helleland (Helluland)
- Markland
- Skrælinge Land (Skrælingek földje)
- Promontorium Winlandiæ (Vinland)

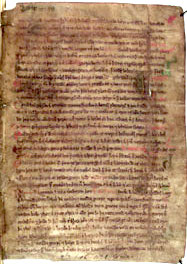
Egy oldal a Landnámabók egyik bőrkéziratából az Izlandi Tanulmányok Árni Magnússon Intézetében Reykjavíkban, Izlandon.

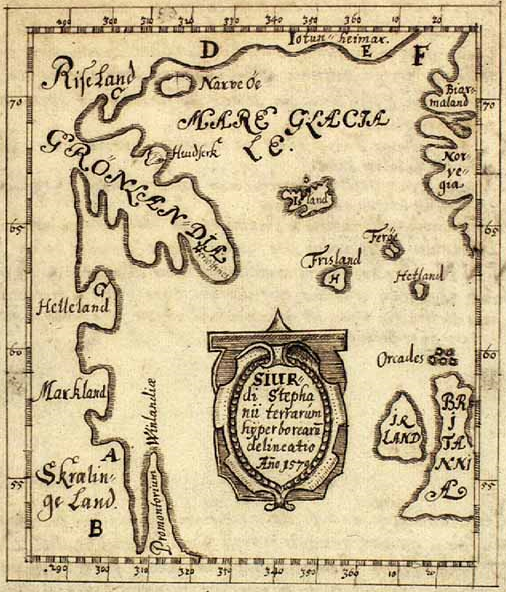
A Skálholt-térkép, amely az észak-atlanti latinizált északi helyneveket mutatja:

IIzlandot Naddoddur, a Feröer-szigetek egyik első telepese fedezte fel, aki Norvégiából a Feröer-szigetekre hajózott, de eltévedt, és Izland keleti partjaihoz sodródott. Naddoddur az országot Snælandnak (Hóország) nevezte el. Gardar Svavarsson svéd tengerész szintén véletlenül sodródott Izland partjaira. Felfedezte, hogy az ország egy sziget, és elnevezte Garðarshólminak (szó szerint Gardar szigete), és a telet Húsavíkban töltötte. Az első skandináv, aki szándékosan elhajózott erre a szigetre, Flóki Vilgerðarson, más néven Hrafna-Flóki (Holló-Flóki) volt. Flóki egy télre Barðaströndnél telepedett le. Hideg tél volt, és amikor a fjordoknál úszó jeget látott, a szigetnek a mai nevét adta: Ísland (Izland).
Izlandon 870 körül telepedtek le először véglegesen. Izland első állandó telepesének általában egy Ingólfur Arnarson nevű norvég törzsfőnököt tartanak. A történet szerint két faragott oszlopot dobott a fedélzetre, amikor közeledett a szárazföldhöz, és megfogadta, hogy ott telepszik le, ahol partot érnek. Ezután végighajózott a partok mentén, amíg az oszlopokat a délnyugati félszigeten, a mai Reykjanesskagi-félszigeten megtalálta. Ott telepedett le családjával 874 körül, egy olyan helyen, amelyet a földből felszálló geotermikus gőz miatt Reykjavíknak (Füstölgő-öböl) nevezett el. Elismert tény azonban, hogy Ingólfur Arnarson nem biztos, hogy az első volt, aki tartósan letelepedett Izlandon – ez lehetett Náttfari, Gardar Svavarsson rabszolgája, aki ott maradt, amikor gazdája visszatért Skandináviába.

### Grönland
985-ben Vörös Erik vélhetően felfedezte Grönlandot, miután 982-ben gyilkosságért száműzték Izlandról. 986-ban Vörös Erik 14 túlélő hajóval tért vissza (mivel 25-en indultak az expedícióra). Grönland délnyugati partja mentén két területet 986 körül északi telepesek, köztük Vörös Erik is, gyarmatosítottak. A föld a legjobb esetben is marginális volt az északi pásztorkodáshoz. A telepesek a meleg időszakban érkeztek, amikor rövid tenyészidejű növényeket, például rozst és árpát lehetett termeszteni. Élelmiszer, gyapjú és bőr céljából juhokat és szívós szarvasmarhákat is tartottak. Fő exportcikkük a rozmár csont volt, amelyet vasért és más, helyben nem előállítható árukért cseréltek el. Grönland 1261-ben vált a norvég király függőségi övezetévé. A 13. században a lakosság száma elérhette az 5000 főt, amely a két fő település, Eystribygð (keleti település) és Vestribygð (nyugati település) között oszlott meg. E települések szervezete főként a vallás körül forgott, és körülbelül 250 tanyából állt, amelyek körülbelül tizennégy közösségre oszlottak, amelyek tizennégy templom köré összpontosultak, amelyek közül az egyik a gardari katedrális volt. A grönlandi katolikus egyházmegye a nidarosi érsekség alá tartozott; sok püspök úgy döntött, hogy ezt a tisztséget távolról gyakorolja. Az évek múlásával az éghajlat lehűlt (lásd Kis jégkorszak). 1379-ben a legészakibb települést megtámadták a skraelingek (északi szó az inuitok őseire). A termés nem termett és a kereskedelem visszaesett. A grönlandi kolónia fokozatosan veszítette jelentősségét. 1450-re megszakadt a kapcsolat Norvégiával és Izlanddal, és néhány skandináv legenda kivételével eltűnt az összes skandináv legendából.

### Észak-Amerika

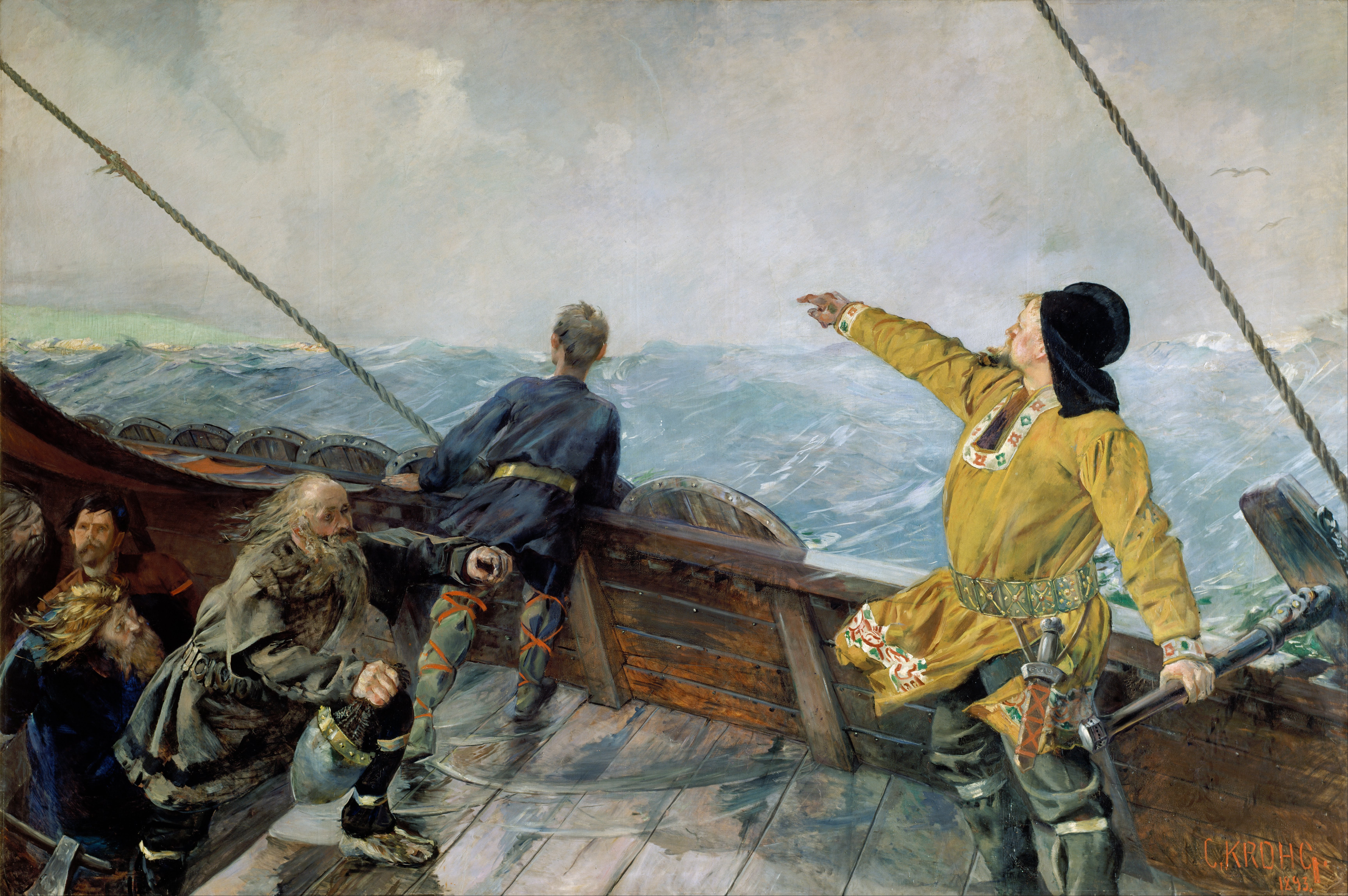
Leif Eriksson felfedezi Amerikát (1893), Christian Krohg festménye

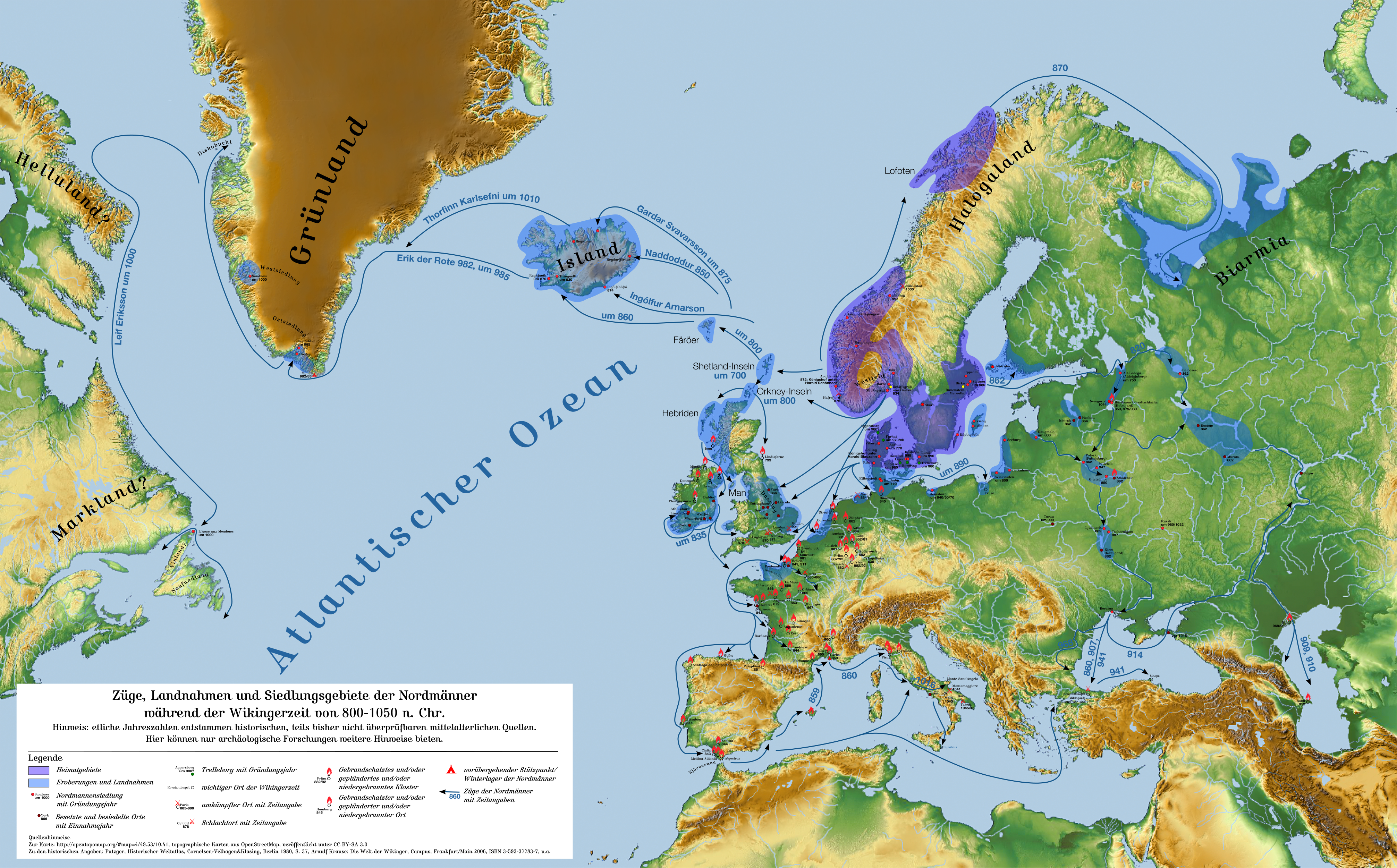
Az északiak felfedező és terjeszkedési útvonalai

Egy Bjarni Herjólfsson nevű norvég hajóskapitány találkozott először az észak-amerikai kontinens egy részével kb. 985-ben, amikor Izlandról Grönland felé hajózva letért az útvonaláról. Az ezt követő grönlandi expedíciók (néhányat Leif Eriksson vezetett) felfedezték a nyugatra fekvő területeket, különösen az építkezésekhez szükséges nagy faanyagokat keresve (Grönlandon csak kis fák és bozót volt). A Grönlandról induló rendszeres tevékenység kiterjedt az Ellesmere-szigetre, a Skraeling-szigetre és a Rom-szigetre is, ahol vadászni és kereskedni kezdtek az inuit csoportokkal. Rövid életű települést hoztak létre a kanadai Új-Fundland Nagy Északi-félszigetén található L'Anse aux Meadowsban. A településen lévő fakeretes épületek faanyagát egy 993-as napvihar keltezte, amely az év dendrokronológiai rétegében szén-14 kiugrást okozott. A település három különálló rönkjén megszámolták a fa évgyűrűit, és mindháromról kiderült, hogy 1021-ben vágták ki, ami azt jelzi, hogy a település ekkor már lakott volt.
Bizonyítékok vannak arra is, hogy a vikingek kapcsolatba kerültek az amerikai őslakosokkal. A vikingek skraelingekként ("barbárok" vagy "szánalmas, gyengék") emlegették őket. Az őslakosok és a vikingek között harcok folytak, amelyek során az őslakosok fejlett fegyverekkel, íjakkal és nyilakkal rendelkeztek. Kereskedelem is folyt közöttük cserekereskedelem útján. A konfliktus azonban ahhoz vezetett, hogy a vikingek végül kiürítették a területet.
A grönlandiak az újonnan felfedezett területet Vinlandnek nevezték el. Nem világos, hogy Vinlandet a hagyományos gondolkodásban Vínland (borvidék) vagy újabban Vinland (rét- vagy legelőterület) néven emlegették. Mindenesetre az északiak gyarmatosítási kísérletei minden hivatalos támogatás nélkül kudarcot vallottak.  A grönlandiak számára túl sok volt a bennszülött, hogy meghódítsák vagy ellenálljanak nekik, ezért visszavonultak Grönlandra.

### Svalbard
A vikingek már a 12. században felfedezhették Svalbardot. Hagyományos északi beszámolók léteznek egy Svalbarð – szó szerint "hideg partok" – néven ismert földről. Ez a föld lehetett a Jan Mayen-sziget vagy Kelet-Grönland egy része is. A holland Willem Barents 1596-ban tette meg az első vitathatatlan felfedezést Svalbardról.

### Azori-szigetek
Több tanulmány is arra utal, hogy az északiak Kr.u. 700 és 850 között érhették el az Azori-szigeteket, és telepedhettek le ott. Egy 2015-ös tanulmány például kimutatta, hogy az Azori-szigeteken és Skandináviában élő egerek között jelentős mitokondriális DNS-hasonlóságok vannak, és felmerült az az elképzelés, hogy ezek az egerek onnan utazhattak a viking hajókon.
Egy másik, 2021-ben készült tanulmány hengeres üledéket gyűjtött a szigetcsoport különböző szigetein található öt tóból, és megpróbálta leírni a régió éghajlati történetét. A tanulmány a 700 és 850 közötti éveknek megfelelő üledékrétegben szokatlanul megemelkedett az 5-béta-sztigmaszterol nevű szerves vegyület, amely a kérődzők, például a tehenek vagy a juhok ürülékében található. Ezenkívül ebben az időszakban az őshonos fák pollenjének csökkenését és a szénrészecskék növekedését észlelték, ami arra utal, hogy a szigetek korai telepesei kivágták és elégették a fákat, talán azért, hogy helyet csináljanak a magukkal hozott kérődzőknek. 950-től kezdve a Peixinho-tóban, a Pico-szigeten folyamatosan, a Caldeirão-tóban, a Corvo-szigeten pedig pontosabban találtak több állati ürülékből származó szterolt és szénrészecskét is. Ugyanebben a tanulmányban a Pico-szigeten rozs (nem őshonos) pollent találtak, amelyet 1150 körülre, São Miguel szigetén pedig 1300 körülre datáltak. Végül a szigetcsoportra vonatkozó éghajlati szimulációk szerint abban az időben az Atlanti-óceánon északkeleti irányból fújtak az uralkodó szelek, ami a Skandináviából érkező hajózást többé-kevésbé egyszerűbbé tette, ugyanakkor a keletről való hajózást megnehezítette, ami arra utalhat, hogy a szigetek e korai telepesei nem Portugáliából, hanem északi területekről érkezhettek.
Az uralkodó északi széljárás ellenére ez nem tette volna teljesen lehetetlenné a kelet felől történő hajózást, és Simon Connor geográfus az egerekkel kapcsolatban megjegyezte, hogy az akkor már kialakult kereskedelmi útvonalaknak köszönhetően egy Skandináviából érkező egér hajóval érkezhetett volna a mai Portugália területére, és onnan más irányt vett volna az Azori-szigetek felé.

## Ázsia

### Levante
A jól ismert Keménykezű Harald a bizánci császárt is szolgálta Konstantinápolyban, valamint a 11. században Észak-Afrikában, a Közel-Keleten egészen Örményországig és Szicília szigetéig portyázott, amint azt Snorri Sturluson Heimskringla című sagája elbeszéli. Az Arábiában és Közép-Ázsiában tett északi kalandozásokra utaló bizonyítékokat találhatunk a Skandináviában az elesett viking kalandorok rokonai által felállított rúnaköveken. Ezek közül több olyan emberre utal, aki "Serklandon" halt meg. A Földközi-tenger keleti részén az északiakra (akiket ruszoknak neveztek) inkább "kereskedő-harcosokként" tekintettek, akik elsősorban a kereskedelemmel és az üzletekkel foglalkoztak. Időnként ez a kereskedelmi kapcsolat erőszakba torkollott – a Rus' armadák legalább három alkalommal, 910-ben, 912-ben és 943-ban portyáztak a Kaszpi-tengeren.

## Genetikai bizonyítékok
A genetikai sokféleség tanulmányozása tudományos megerősítést adott a viking terjeszkedés régészeti bizonyítékaihoz. A vizsgálatok az ősök mintázatát is jelzik, új vándorlásokra utalnak, és megmutatják az egyének tényleges áramlását az eltérő régiók között. A történelmi populációgenetikai meghatározásra tett kísérleteket azonban megnehezítik a későbbi vándorlások és demográfiai ingadozások. Különösen a 20. század gyors migrációi nehezítették meg annak felmérését, hogy milyen volt a korábbi genetikai állapot.
A genetikai bizonyítékok ellentmondanak annak az általános felfogásnak, hogy a vikingek elsősorban fosztogatók és portyázók voltak. A Roger Highfield által írt újságcikk összefoglalja a legújabb kutatásokat, és arra a következtetésre jut, hogy mivel mind a férfi, mind a női genetikai markerek jelen vannak, a bizonyítékok inkább gyarmatosításra utalnak, mint fosztogatásra és megszállásra. Ezt azonban a férfi és női haplotípusok egyenlőtlen aránya is megkérdőjelezi (lásd alább), ami arra utal, hogy több férfi telepedett le, mint nő, ami a portyázó vagy megszálló népesség egyik eleme.

### Mitokondriális és Y-kromoszómális haplotípusok
Az Y-kromoszómális haplotípusok ugyanúgy az apai származás markereiként szolgálnak, mint ahogy az mitokondriális DNS az anyai származást képviseli. E két módszer együttesen lehetőséget nyújt egy nép genetikai történetének nyomon követésére, valamint a férfiak és nők történelmi vándorlásainak feltérképezésére.
Az izlandiakat gyakran az ősi skandináv genetika legtisztább maradványainak tartják, apai ági felmenőik 75-80%-a Skandináviából, 20-25%-a pedig Skóciából és Írországból származik. Az anyai oldalon csak 37% skandináv származású, a fennmaradó 63% pedig főként skót és ír. Izland rendelkezik az egyik legjobban dokumentált törzskönyvvel is, amely sok esetben 15 generációra és legalább 300 évre nyúlik vissza. Ezekhez társul a DeCODE genetics által összegyűjtött egyik legnagyobb genetikai nyilvántartás. E két nyilvántartás együttesen lehetővé teszi a történelmi skandináv genetikai struktúra többnyire megbízható áttekintését, bár Izland genetikai állományát a közvetlenül Skandináviából származó skandináv migráció mellett az északi-brit migráció is befolyásolja.

#### Gyakori Y-haplocsoportok
Az I-M253 haplocsoport, más néven I1 haplocsoport a leggyakoribb haplotípus a skandináv férfiak körében. Norvégiában, Dániában és Svédországban a férfiak 35%-ánál, Nyugat-Finnországban a férfiak 40%-ánál fordul elő. A Balti- és az Északi-tenger partvidékén is jelentős, de délebbre csökken.
Az R1b haplocsoport egy másik nagyon gyakori haplotípus egész Nyugat-Európában. Ez azonban nem kapcsolódik egyértelműen a vikingekhez vagy terjeszkedésükhöz. Vannak arra utaló jelek, hogy egy mutáns szálat, az R-L165-öt a vikingek hozhatták Nagy-Britanniába, de a téma jelenleg nem meggyőző.

#### C1
A mitokondriális C1 haplotípus elsősorban egy kelet-ázsiai-amerikai haplotípus, amely közvetlenül a Bering-tengeren való átvándorlás előtt alakult ki. Ez az anyai haplotípus azonban több izlandi mintában is megtalálható volt. Bár eredetileg 20. századi bevándorlónak tartották, egy teljesebb elemzés kimutatta, hogy ez a haplotípus legalább 300 éve jelen van Izlandon, és különbözik más C1 vonalaktól. Ez a bizonyíték arra utal, hogy Izland, Grönland és Vinland között valószínűleg genetikai csere zajlott oda-vissza.

#### A családnevek története és az Y-haplotípus
Bizonyítékok utalnak arra, hogy az Y-haplotípusok kombinálhatók a családnevek történetével, hogy jobban reprezentálják a történelmi populációkat, és megakadályozzák, hogy a közelmúltbeli migrációk elhomályosítsák a történelmi feljegyzéseket.

### Cys282Tyr
A Cys282Tyr (vagy C282Y) egy mutáció a HFE génben, amely az örökletes hemokromatózis legtöbb esetéhez kapcsolódik. A genetikai technikák azt mutatják, hogy ez a mutáció nagyjából 60-70 generációval ezelőtt vagy Kr. u. 600 és 800 között következett be, 20 év generációs hosszat feltételezve. E mutáció regionális eloszlása az európai populációk között arra utal, hogy Dél-Skandináviából származik, és a viking terjeszkedéssel terjedt el. A mutáció időzítése és az azt követő népességmozgások miatt a C282Y nagyon feltűnő Nagy-Britanniában, Normandiában és Dél-Skandináviában, bár a C282Y-t szinte minden olyan népességben megtalálták, amely kapcsolatba került a vikingekkel.

## Fordítás
Ez a szócikk részben vagy egészben  a   Viking expansion című angol Wikipédia-szócikk ezen változatának fordításán alapul.  Az eredeti cikk szerkesztőit annak laptörténete sorolja fel. Ez a jelzés csupán a megfogalmazás eredetét és a szerzői jogokat jelzi, nem szolgál a cikkben szereplő információk forrásmegjelöléseként.